# Bicskei Bertalan
Bicskei Bertalan, Zitás Bertalan (Budapest, 1944. szeptember 17. – Budapest, 2011. július 16.) válogatott labdarúgó, kapus, labdarúgóedző. A magyar labdarúgó-válogatott volt szövetségi kapitánya. Édesanyja Fogarassy Mária (1919–1997) színművész,  apja Zitás Bertalan (1891–1956) színész, drámaíró, színházvezető, katonatiszt volt. Bicskey Károly (1920–2009) színművész örökbe fogadta.

## Pályafutása

### Klubcsapatban
Nevelő egyesülete a Ferencvárosi TC, majd a MOM SE, edzője Szabó József. Első élvonalbeli klubja a Budapesti Honvéd volt, amelyben 1965 és 1974 között szerepelt kapusként. Ezt követően még két évet védett az MTK-VM-ben, s 1976-ban fejezte be aktív pályafutását. A magyar NB I-ben 240 alkalommal szerepelt és 1 gólt szerzett tizenegyesből. A Honvéddal kétszer volt második a bajnokságban (1969, 1972). A Magyar Népköztársaság Kupában négyszer került döntőbe csapatával (1968, 1969, 1973, 1976), ám egyszer sem tudta megnyerni a sorozatot.

### A válogatottban
A válogatottban 1 alkalommal védett, az 1973. június 13-án megrendezett Svédország elleni világbajnoki-selejtező mérkőzésen. A világbajnoki részvételhez győzni kellett volna, de a végeredmény 3-3 lett, és főleg a harmadik gól miatt érte kritika a kapust.

### Edzőként
Azon kevés magyar edző közé tartozik, akik elvégezték a világhírű kölni főiskolát. Ezt rajta kívül csak páran mondhatják el magukról: Lóránt Gyula, Varga Zoltán, Kisteleki István. Edzőként először az ifjúsági válogatottnál dolgozott, amellyel 1984-ben megnyerte a korosztályos Európa-bajnokságot. Ezt követően bajnoki címet nyert a Budapesti Honvéd vezetőedzőjeként (1988). Dolgozott Dél-Koreában is és a Daewoo Royals együttesét is bajnoki címhez segítette (1991). Vezetőedző volt a svájci FC Luzern (1992-1993), az egyiptomi Port Said (1994), az MTK (1994-1995), a Kispest-HFC (1996-1997), a Győri ETO FC (1997, szakmai igazgató), a kínai Senjang (2002) és az Újpest FC (2006) felnőtt gárdáinál is. Utolsó állomáshelyén mindössze egy mérkőzésen ült a kispadon, mert a liechtensteini Vaduz elleni UEFA-kupa mérkőzés után (a vendégek 4-0-ra nyertek a Megyeri úton) lemondott. Az NB I-ben összesen 70 mérkőzésen dolgozott.
Szövetségi kapitányként kétszer dolgozott a magyar válogatottnál (1989, 1998-2001, összesen 45 mérkőzésen), de irányította a malajziai válogatott csapatot is 2004-2005 között).
2007-ben kinevezték a magyarországi edzőképzés vezetőjének. 2010 júniusában libériai szövetségi kapitánnyá nevezték ki.

### Halála
2007-ben jó indulatú daganatot fedeztek fel a nyelvén. 2011-ben feltehetőleg megmérgezték Monroviában miután edzést tartott a libériai vállogatottnak. Később a libériai szövetség szerint egy korábbi betegsége miatt került kórházba. 2011. július 16-án hunyt el hosszan tartó betegségben.

## Statisztika

### Mérkőzése a válogatottban
| Magyarország | Magyarország     | Magyarország         | Magyarország | Magyarország | Magyarország | Magyarország | Magyarország | Magyarország |
| #            | Dátum            | Helyszín             | Hazai        | Eredmény     | Vendég       | Kiírás       | Gólok        | Esemény      |
| ------------ | ---------------- | -------------------- | ------------ | ------------ | ------------ | ------------ | ------------ | ------------ |
| 1.           | 1973. június 13. | Budapest, Népstadion | Magyarország | 3 – 3        | Svédország   | vb-selejtező | -            |              |
|              | Összesen         |                      |              | 1            | mérkőzés     |              | 0            | gól          |

### Mérkőzései szövetségi kapitányként
Első időszak
| Magyarország | Magyarország        | Magyarország                           | Magyarország   | Magyarország | Magyarország  | Magyarország | Magyarország | Magyarország |
| #            | Dátum               | Helyszín                               | Hazai          | Eredmény     | Vendég        | Kiírás       | Gólok        | Esemény      |
| ------------ | ------------------- | -------------------------------------- | -------------- | ------------ | ------------- | ------------ | ------------ | ------------ |
| 1.           | 1989. március 8.    | Budapest, Népstadion                   | Magyarország   | 0 – 0        | Írország      | vb-selejtező | -            |              |
| 2.           | 1989. április 4.    | Budapest, Népstadion                   | Magyarország   | 3 – 0        | Svájc         | barátságos   | -            |              |
| 3.           | 1989. április 12.   | Budapest, Népstadion                   | Magyarország   | 1 – 1        | Málta         | vb-selejtező | -            |              |
| 4.           | 1989. április 26.   | Taranto, Jacovone Stadion              | Olaszország    | 4 – 0        | Magyarország  | barátságos   | -            |              |
| 5.           | 1989. június 4.     | Dublin, Landsdowne Road                | Írország       | 2 – 0        | Magyarország  | vb-selejtező | -            |              |
| 6.           | 1989. szeptember 6. | Belfast, Windsor Park                  | Észak-Írország | 1 – 2        | Magyarország  | vb-selejtező | -            |              |
| 7.           | 1989. október 11.   | Budapest, Népstadion                   | Magyarország   | 2 – 2        | Spanyolország | vb-selejtező | -            |              |
| 8.           | 1989. október 25.   | Budapest, Népstadion                   | Magyarország   | 1 – 1        | Görögország   | barátságos   | -            |              |
| 9.           | 1989. november 15.  | Sevilla, Ramón Sánchez Pizjuan Stadion | Spanyolország  | 4 – 0        | Magyarország  | vb-selejtező | -            |              |
|              | Összesen            |                                        |                | -            | mérkőzés      |              | -            | gól          |

Második időszak
| Magyarország | Magyarország        | Magyarország                       | Magyarország        | Magyarország | Magyarország        | Magyarország | Magyarország | Magyarország |
| #            | Dátum               | Helyszín                           | Hazai               | Eredmény     | Vendég              | Kiírás       | Gólok        | Esemény      |
| ------------ | ------------------- | ---------------------------------- | ------------------- | ------------ | ------------------- | ------------ | ------------ | ------------ |
| 10.          | 1998. március 25.   | Bécs, Ernst Happel Stadion         | Ausztria            | 2 – 3        | Magyarország        | barátságos   | -            |              |
| 11.          | 1998. április 20.   | Teherán, Azadi Stadion             | Irán                | 0 – 2        | Magyarország        | LG-kupa      | -            |              |
| 12.          | 1998. április 22.   | Teherán, Azadi Stadion (IRN)       | Macedónia           | 0 – 0        | Magyarország        | LG-kupa      | -            |              |
| 13.          | 1998. május 27.     | Nyíregyháza, Városi Stadion        | Magyarország        | 1 – 0        | Litvánia            | barátságos   | -            |              |
| 14.          | 1998. augusztus 19. | Zalaegerszeg, ZTE Stadion          | Magyarország        | 2 – 1        | Szlovénia           | barátságos   | -            |              |
| 15.          | 1998. szeptember 6. | Budapest, Népstadion               | Magyarország        | 1 – 3        | Portugália          | Eb-selejtező | -            |              |
| 16.          | 1998. október 10.   | Bakı, Tofik Bahramov Stadion       | Azerbajdzsán        | 0 – 4        | Magyarország        | Eb-selejtező | -            |              |
| 17.          | 1998. október 14.   | Budapest, Népstadion               | Magyarország        | 1 – 1        | Románia             | Eb-selejtező | -            |              |
| 18.          | 1998. november 18.  | Budapest, Üllői úti Stadion        | Magyarország        | 2 – 0        | Svájc               | barátságos   | -            |              |
| 19.          | 1999. március 10.   | Budapest, Üllői úti Stadion        | Magyarország        | 1 – 1        | Bosznia-Hercegovina | barátságos   | -            |              |
| 20.          | 1999. március 27.   | Budapest, Üllői úti Stadion        | Magyarország        | 5 – 0        | Liechtenstein       | Eb-selejtező | -            |              |
| 21.          | 1999. március 31.   | Pozsony, Tekelné Pole Stadion      | Szlovákia           | 0 – 0        | Magyarország        | Eb-selejtező | -            |              |
| 22.          | 1999. április 28.   | Budapest, Népstadion               | Magyarország        | 1 – 1        | Anglia              | barátságos   | -            |              |
| 23.          | 1999. június 5.     | Bukarest, Steaua Stadion           | Románia             | 2 – 0        | Magyarország        | Eb-selejtező | -            |              |
| 24.          | 1999. június 9.     | Győr, Rába ETO Stadion             | Magyarország        | 0 – 1        | Szlovákia           | Eb-selejtező | -            |              |
| 25.          | 1999. augusztus 18. | Budapest, Üllői úti Stadion        | Magyarország        | 1 – 1        | Moldova             | barátságos   | -            |              |
| 26.          | 1999. szeptember 4. | Vaduz, Rheinpark Stadion           | Liechtenstein       | 0 – 0        | Magyarország        | Eb-selejtező | -            |              |
| 27.          | 1999. szeptember 8. | Budapest, Üllői úti Stadion        | Magyarország        | 3 – 0        | Azerbajdzsán        | Eb-selejtező | -            |              |
| 28.          | 1999. október 9.    | Lisszabon, Estádio da Luz          | Portugália          | 3 – 0        | Magyarország        | Eb-selejtező | -            |              |
| 29.          | 2000. február 23.   | Budapest, Üllői úti Stadion        | Magyarország        | 0 – 3        | Ausztrália          | barátságos   | -            |              |
| 30.          | 2000. március 29.   | Debrecen, Oláh Gábor utcai stadion | Magyarország        | 0 – 0        | Lengyelország       | barátságos   | -            |              |
| 31.          | 2000. április 26.   | Belfast, Windsor Park              | Észak-Írország      | 0 – 1        | Magyarország        | barátságos   | -            |              |
| 32.          | 2000. május 31.     | Győr, Rába ETO Stadion             | Magyarország        | 2 – 2        | Szaúd-Arábia        | barátságos   | -            |              |
| 33.          | 2000. június 3.     | Budapest, Fáy utcai Stadion        | Magyarország        | 2 – 1        | Izrael              | barátságos   | -            |              |
| 34.          | 2000. augusztus 16. | Budapest, Népstadion               | Magyarország        | 1 – 1        | Ausztria            | barátságos   | -            |              |
| 35.          | 2000. szeptember 3. | Budapest, Népstadion               | Magyarország        | 2 – 2        | Olaszország         | vb-selejtező | -            |              |
| 36.          | 2000. október 11.   | Kaunas                             | Litvánia            | 1 – 6        | Magyarország        | vb-selejtező | -            |              |
| 37.          | 2000. november 15.  | Szkopje                            | Macedónia           | 0 – 1        | Magyarország        | barátságos   | -            |              |
| 38.          | 2001. február 28.   | Zenica                             | Bosznia-Hercegovina | 1 – 1        | Magyarország        | barátságos   | -            |              |
| 39.          | 2001. március 7.    | Ammán                              | Jordánia            | 1 – 1        | Magyarország        | barátságos   | -            |              |
| 40.          | 2001. március 24.   | Budapest, Népstadion               | Magyarország        | 1 – 1        | Litvánia            | vb-selejtező | -            |              |
| 41.          | 2001. április 25.   | Budapest, Üllői úti Stadion        | Magyarország        | 0 – 0        | Finnország          | barátságos   | -            |              |
| 42.          | 2001. június 2.     | Bukarest                           | Románia             | 2 – 0        | Magyarország        | vb-selejtező | -            |              |
| 43.          | 2001. június 6.     | Budapest, Népstadion               | Magyarország        | 4 – 1        | Grúzia              | vb-selejtező | -            |              |
| 44.          | 2001. augusztus 15. | Budapest, Népstadion               | Magyarország        | 2 – 5        | Németország         | barátságos   | -            |              |
| 45.          | 2001. szeptember 1. | Tbiliszi                           | Grúzia              | 3 – 1        | Magyarország        | vb-selejtező | -            |              |
|              | Összesen            |                                    |                     | -            | mérkőzés            |              | -            | gól          |

## Művei

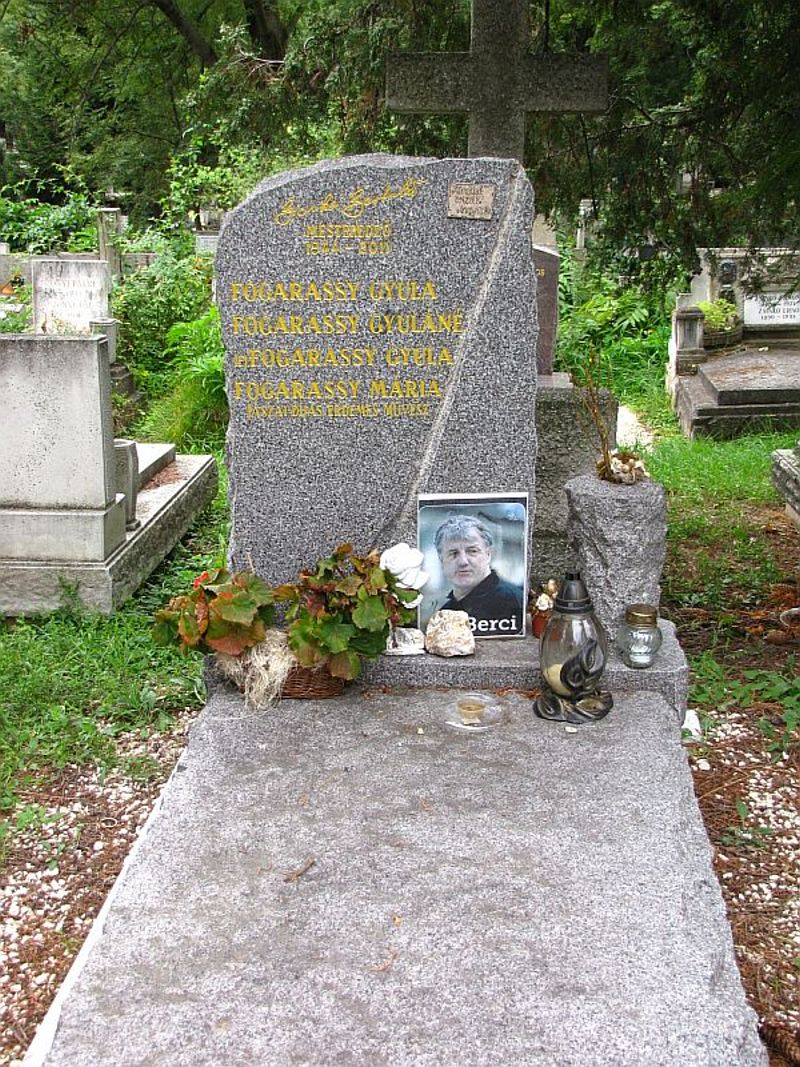
Sírja a Farkasréti temetőben (11/2-1-23)

- Utánpótláskorú labdarúgók felkészítése; szerk. Ládonyi László; Aréna 2000–Sportfutár, Bp., 1997
- Utánpótláskorú labdarúgók felkészítése. Képzés és nevelés különös tekintettel az egyes korosztályok kiemelt feladataira; 2. jav. kiad.; Paginarum–Foci 2000, Bp., 1998
- Kapusok könyve. Fiataloktól a felnőtt, amatőröktől a profi kapusokig; Bicskei Kft., Bp., 2010